# 바르토시체군

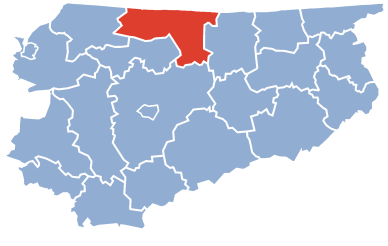
바르미아마주리주 지도에 표시된 바르토시체군의 위치

바르토시체군(폴란드어: powiat bartoszycki)은 폴란드 바르미아마주리주에 위치한 군으로 군청 소재지는 바르토시체이며 면적은 1,308.54km2, 인구는 57,642명(2019년 기준), 인구 밀도는 44명/km2이다.
동쪽으로는 켕트신군, 남쪽으로는 올슈틴군, 남서쪽으로는 리즈바르크군, 서쪽으로는 바르미아마주리주 브라니에보군과 접하며 북쪽으로는 러시아 칼리닌그라드주와 국경을 접한다. 6개 지방 자치체(2개 도시, 2개 도시형 농촌, 2개 농촌)를 관할한다.

군기
군 문장